# Lagaan
Lagaan (en hindi: लगान; en urdu: لگان‎; en español: Lagaan: Érase una vez en la India) es un largometraje en hindi de 2001 basado en un guion original Ashutosh Gowariker y dirigido por él mismo. Fue producido y protagonizado por Aamir Khan, con Gracy Singh, Rachel Shelley y Paul Blackthorne de reparto. Nominado para un Óscar en 2001, la película ganó varios premios en distintos festivales y las ventas del DVD fueron las más altas en la historia de Bollywood, no superadas hasta 2007.

## Argumento
En la India de la época victoriana del Imperio británico, los habitantes de una aldea están oprimidos por los altos impuestos exigidos por los gobernantes británicos. Al intentar negociar una reducción de impuestos con los oficiales del Ejército británico, estos proponen congelarlos durante tres años si un equipo formado por hombres de la aldea, que desconocen el juego británico del cricket, gana a un equipo del ejército. Tras aceptar el reto, aparentemente imposible de cumplir, los aldeanos se preparan  para luchar y lograr salvar su aldea.

## Banda sonora
| Canción                              | Cantantes                                                                   |
| ------------------------------------ | --------------------------------------------------------------------------- |
| «Ghanan Ghanan»                      | Udit Narayan, Sukhwinder Singh, Alka Yagnik, Shankar Mahadevan, Shaan, Coro |
| «Mitwa»                              | Udit Narayan, Sukhwinder Singh, Alka Yagnik, Srinivas                       |
| «Radha Kaise Na Jale»                | Asha Bhosle, Udit Narayan, Vaishali, Coro                                   |
| «O Rey Chhori»                       | Udit Narayan, Alka Yagnik, Vasundhara Das                                   |
| «Chale Chalo»                        | A.R. Rahman, Srinivas                                                       |
| «Waltz For A Romance (in 'A' Major)» | Instrumental                                                                |
| «O Paalanhaare»                      | Lata Mangeshkar, Sadhana Sargam, Udit Narayan                               |
| «Lagaan...Once Upon A Time In India» | Anuradha Sriram                                                             |